# Teos (stad)

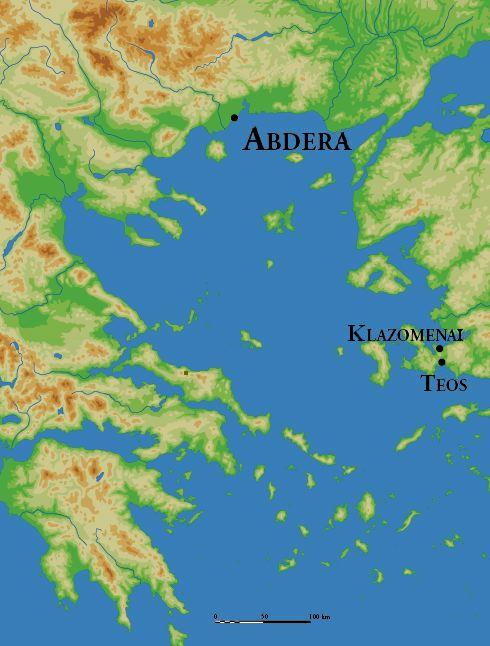
Teos läge

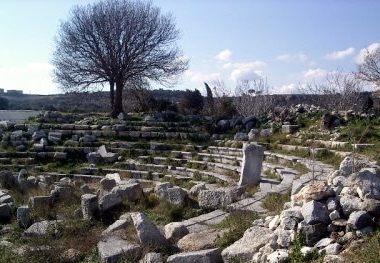
Odeon i Teos

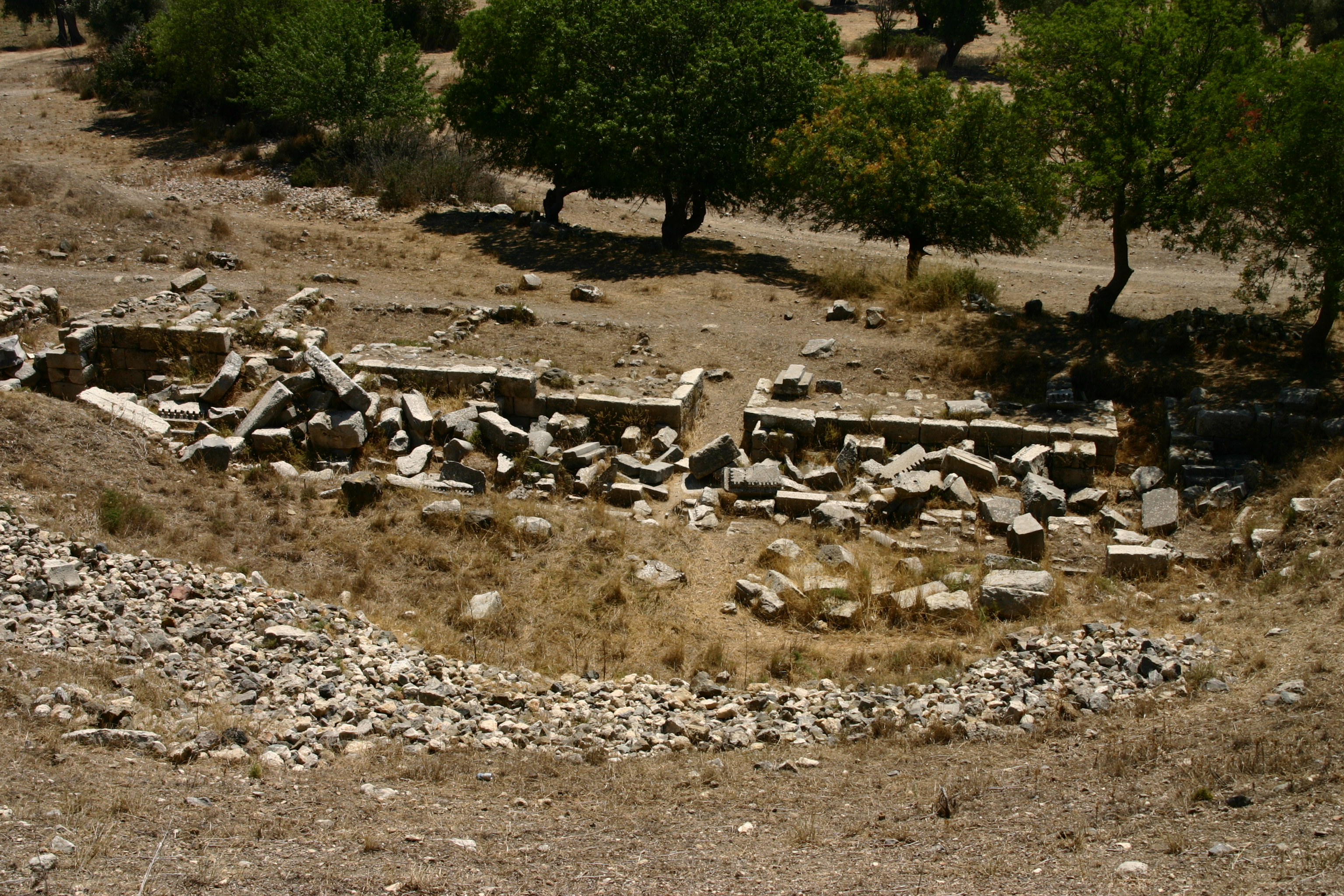
Teater i Teos

Teos (grekiska: Τέως), är en av de tolv forntida städerna i Joniska förbundet på Mindre Asiens kust, mitt emot ön Samos och ungefär 40 kilometer sydväst om Smyrna (nuvarande Izmir, Turkiet). Dess ruiner ligger vid det nuvarande Sığacık.
Enligt Pausanias grundades Teos av minyer från Orchomenos, men joner och atenare följde snart, under ledning av Kodros söner. Staden var en betydande handelsstad med två hamnar och ett nätverk av kanaler. Den ägde sin blomstringstid omkring 600 f.Kr., och bedrev handel ända till Egypten. På grund av dess centrala läge föreslogs Teos av Thales bli säte för ett gemensamt politiskt råd för det joniska förbundet, men detta skedde aldrig.
När Perserriket under 500-talets mitt lade under sig de grekiska städerna i Mindre Asien utvandrade en stor del av Teos invånare till kolonin Abdera i Thrakien och till Fanagoria vid Kimmeriska Bosporen. Till slaget vid Lade 494 f.Kr. sände Teos 17 skepp.
Teos allierade sig på 400-talet f.Kr. med Aten i det deliska förbundet, till vilket de betalade sex talenter i avgift, lika mycket som Miletos och Efesos. De revolterade senare, och gick över på Spartas sida, men upproret slogs snabbt ner.
År 303 f.Kr., under diadochikrigen efter Alexander den stores död, ville Antigonos slå samman Teos med Lebedos och flytta Lebedosborna till Teos, men året därefter tog Lysimachos ifrån honom staden, och flyttade i stället många Teos- och Lebedosbor till Efesos.
Romarna och Rhodos vann i kriget mot seleukiden Antiochos III ett sjöslag vid Teos år 193 f.Kr. Efter detta slag säkrade Teos sitt territorium från Rom, ett privilegium som till stor del berodde på stadens berömda Dionysostempel.

## Kultur
Teos var berömt för sitt vin, och därför även för dyrkan av Dionysos. I staden fanns ett berömt Dionysostempel. Teos är dessutom känt som skalden Anakreons födelseort, och även skalden Alkaios, sofisten Protagoras och historikern Hekataios var från staden.